# Hrabovčík
Hrabovčík és un poble i municipi d'Eslovàquia. Es troba a la regió de Prešov, al nord del país.

## Història
La primera referència escrita de la vila data del 1548.

## Demografia
| Godina             | 1994 | 2004    | 2014   | 2024   |
| ------------------ | ---- | ------- | ------ | ------ |
| Nombre de persones | 289  | 328     | 339    | 322    |
| Diferència         |      | +13,49% | +3,35% | −5,01% |

| Godina             | 2023 | 2024   |
| ------------------ | ---- | ------ |
| Nombre de persones | 327  | 322    |
| Diferència         |      | −1,52% |